# Paraprotopteryx
Paraprotopteryx — рід вимерлих енанціорнисових птахів. Скам'янілості, віком 122 млн років (ранній крейдяний період), були знайдені на території Китаю в 2006 році.  Характерною особливістю цього птаха є те, що він мав чотири довгих махових пір'їни на хвості, які можуть являти собою важливий крок в еволюції пір'я. Для порівняння, більшість сучасних птахів мають дванадцять махових пір'їн. У Paraprotopteryx вони, можливо, служили як вторинна статева ознака.